# Bahnhof Olsbrücken
Der Bahnhof Olsbrücken – bis 1914 Olsbrücken-Frankelbach – ist ein Durchgangsbahnhof entlang der Lautertalbahn Kaiserslautern–Lauterecken-Grumbach. Er ist an dieser Strecke der einzige Kreuzungsbahnhof zwischen Lampertsmühle-Otterbach und Wolfstein und wurde von DB Station&Service der Preisklasse 6 zugeordnet. Hier befinden sich zwei Bahnsteiggleise. Der Bahnhof liegt im Verbundgebiet des Verkehrsverbundes Rhein-Neckar (VRN) und ist Teil der Tarifzone 816. Seine Anschrift lautet Am Bahnhof 1. Das Empfangsgebäude steht unter Denkmalschutz.

## Lage
Trotz seines Namens liegt der Bahnhof auf der Gemarkung der Gemeinde Frankelbach. Das Siedlungsgebiet von letzterer befindet sich jedoch drei Kilometer weiter westlich. Er verfügt über Parkplätze, Fahrrad-Stellplätze sowie über einen barrierefreien Zugang.

## Geschichte

### Planung und Bau der Lautertalbahn
Erste Pläne, eine Bahnstrecke entlang der Lauter und anschließend des Glan bis zur Nahe zu errichten, gehen bis ins Jahr 1859 zurück, als sich ein „Comitee der Notabeln des Glan- und Lauterthales“ bildete. Zu seinen Mitgliedern gehörte unter anderem der Wolfsteiner Priester Philipp Hammer. Noch 1860 erschien in Kaiserslautern eine entsprechende Denkschrift. Diese Bestrebungen standen in Konkurrenz zu solchen, die die Errichtung einer Strecke entlang der Alsenz anstrebten.
Obwohl die Alsenztalbahn bereits ab 1871 als durchgängige Hauptbahn auf vollständiger Länge eröffnet worden war und die Realisierung einer Strecke entlang der Lauter nur noch eine Chance als Lokalbahn besaß, ließ die Bevölkerung vor Ort nicht locker und verfocht weiterhin ihre Pläne.
1874 erfolgte eine erste Projektierung durch Bahntechniker. Trotzdem versuchte die bayerische Staatsregierung, das Projekt so lange wie möglich hinauszuzögern. Erst im Dezember 1877 gab sie dem Druck nach und beauftragte die Bahnverwaltung, die geplante Strecke durch das Lautertal aus Kostengründen als Sekundärbahn auszuführen. Die Erteilung der Konzession für den Bau und den Betrieb erfolgte am 9. Mai 1880.

### Weitere Entwicklung
Zum Zeitpunkt der Eröffnung besaß der zunächst als Olsbrücken-Frankelbach bezeichnete Bahnhof Ausweichgleise zur Zugkreuzung, solche, die dem Güterverkehr dienten, eine Verladerampe, eine Brückenwaage, ein Ladeprofil, zwei Pulsometer-Anlagen zur Wasserversorgung der Dampflokomotiven und fünf Weichen. Die Länge der Nebengleise betrug 529 Meter.
Einige Jahre später erhielt er die bis heute bestehende Funktion als Kreuzungsbahnhof. 1897 wurden die Kreuzungsgleise in Olsbrücken auf insgesamt 500 Meter verlängert, um militärischen Anforderungen zu genügen. 1914 wurde er schließlich in Olsbrücken umbenannt.
1922 erfolgte die Eingliederung in die neu gegründete Reichsbahndirektion Ludwigshafen. Im Zuge der Auflösung der Ludwigshafener Direktion wechselte er zum 1. Mai 1936 in den Zuständigkeitsbereich der Direktion Saarbrücken. Nach dem Zweiten Weltkrieg gliederte man den Bahnhof in die Bundesbahndirektion Mainz ein, der alle Bahnstrecken innerhalb des neu geschaffenen Bundeslandes Rheinland-Pfalz zugeteilt wurden. Bereits 1971 gelangte er im Zuge der Auflösung der Mainzer Direktion in den Zuständigkeitsbereich ihres Saarbrücker Pendants.
Obwohl in Lampertsmühle-Otterbach, Wolfstein und Lauterecken-Grumbach ebenfalls Zugkreuzungen möglich sind, finden diese seit 2008 durch den Taktfahrplan fast nur in Olsbrücken statt.

## Bauwerke

### Empfangsgebäude
Der Bahnhof besaß ein zweistöckiges Empfangsgebäude, das für den Bahnbetrieb keine Rolle mehr spielt. Dieses ist zudem das einzige entlang der Lautertalbahn, das im Lauf der Jahre keine größeren baulichen Veränderungen erfuhr.

### Bahnsteig
Noch 1990 besaß der Bahnhof zwei Inselbahnsteige. 2005 wurden die Gleisanlagen umgebaut und die Station erhielt einen Mittelbahnsteig mit behindertengerechtem Zugang.
| Gleis | Nutzbare Länge | Bahnsteighöhe | Aktuelle Nutzung                              |
| ----- | -------------- | ------------- | --------------------------------------------- |
| 1     | 110 m          | 55 cm         | Regionalbahn in Richtung Lauterecken-Grumbach |
| 2     | 110 m          | 55 cm         | Regionalbahn in Richtung Kaiserslautern       |

## Verkehr

### Personenverkehr
Unmittelbar nach Eröffnung der Bahnstrecke verkehrten zwischen Kaiserslautern und Lauterecken insgesamt drei Zugpaare, für die lediglich eine Garnitur benötigt wurde. Es gab keine Zugbegegnungen im Personenverkehr. Da der nördliche Abschnitt der Glantalbahn Lauterecken–Odernheim im Jahr 1896 – die Durchbindung bis Staudernheim erfolgte ein Jahr später – als unmittelbare Fortsetzung der Lautertalbahn gebaut worden war, wurden die Züge entsprechend verlängert. Nachdem die Glantalbahn 1904 auf ihre vollen Länge eröffnet wurde, endeten beziehungsweise begannen die Züge wieder in Lauterecken.
Ab 1933 verkehrten im Zuge von Zweischichtarbeit der Baumwollspinnerei in Lampertsmühle weitere Züge bis nach Olsbrücken.
Seit dem Jahr 2000 wird der Bahnhof von der Regionalbahn 66 Kaiserslautern–Lauterecken-Grumbach bedient, sie verkehrt im Stundentakt. (Stand 2024)

### Güterverkehr
Im Juni 1986 endete der Güterverkehr vor Ort. Bis zum Schluss war der Bahnhof als Gütertarifpunkt geführt worden.